# Pattinaggio di figura agli VIII Giochi asiatici invernali - Danza
La gara della danza si è svolta il dal 23 al 24 febbraio 2017 al Makomanai Ice Arena di Sapporo in Giappone.

## Risultati
| Rank | Atleta                         | SP    | FS    | Totale |
| ---- | ------------------------------ | ----- | ----- | ------ |
| 1    | Liu Xinyu Wang Shiyue          | 66.02 | 98.26 | 164.28 |
| 2    | Chris Reed Kana Muramoto       | 64.74 | 94.40 | 159.14 |
| 3    | Zhao Yan Chen Hong             | 59.02 | 83.40 | 142.42 |
| 4    | Richard Kam Lee Ho-jung        | 51.56 | 79.66 | 131.22 |
| 5    | Kentaro Suzuki Ibuki Mori      | 48.84 | 75.28 | 124.12 |
| 6    | William Badaoui Matilda Friend | 42.56 | 63.42 | 105.98 |
| 7    | Anup Kumar Yama Aldrin Mathew  | 10.18 | 21.10 | 31.28  |